# Beijing Olympic Green Circuit
Het Beijing Olympic Green Circuit is een stratencircuit rond het Nationaal Stadion van Peking in Peking, China. Op 13 september 2014 wordt de eerste Formule E-race ooit op dit circuit verreden. De locatie en het ontwerp is gemaakt door architect Rodrigo Nunes in nauwe samenwerking met de FIA, Formule E Maleisië, de autosportfederatie van China, het comité van het Olympisch Park, de burgemeester van Peking, de Chinese regering en organisator en Formule E-team China Racing.